# Николаевский храм (Барышская Слобода)
Церковь Николая Чудотворца — приходской православный храм в селе Барышская Слобода Сурского района Ульяновской области России. Относится к Симбирской епархии Русской православной церкви. С 2013 года — памятник градостроительства и архитектуры РФ.

## История
В Барышской Слободе в разное время было построено три храма: Успенский храм, построенный в 1752 году в честь Успения Божией Матери; Христорождественский, построенный в 1787 году в честь Рождества Христова, позже к нему была пристроена колокольня, выполненная в русско-византийском стиле; Николаевский, построенный в 1891 году во имя Святителя и Чудотворца Николая. Из трёх каменных храмов Барышской Слободы до настоящего времени сохранился только нижний этаж Николаевского храма, украшенный декором в русско-византийском стиле. Причт состоял из священника, диакона и псаломщика.
После закрытия храма в 1929 году в здании расположилась общеобразовательная школа, затем оно пустовало. Когда в селе образовалась православная община, здание было передано ей. В данный момент Свято-Никольский храм находится на реконструкции и является приписным к приходу храма во имя святителя Николая Чудотворца с. Сурское.
Постановлением Правительства Ульяновской области от 26.08.2013 г. № 386-П, Николаевский храм, 1891 г. (Храм во имя Николая Чудотворца), является объектом культурного наследия регионального значения.

## Престольные праздники
Николай Чудотворец, архиепископ Мирликийский, святитель — 22 мая, 19 декабря

## Духовенство
- священник Сергий Рубан (на 2021)[5]
- иерей Иоанн Берёза (на 2022)[6]
- настоятель протоиерей Димитрий Пономарёв (на 2025)[3]